# 反反共產主義
反反共產主義（英語：Anti anti-Communism）是一種反對盛行於冷戰時期的反共產主義的意識型態。該術語最初是由高級研究智庫的美國人類學家克利福德·格爾茨所創造的，他這樣解釋道：「我选择这个标题的灵感来自『冷战』的高峰期（你应该记得），那时我们被称为『反反共产主义者』。我们强烈反对那些太痴迷於『红色威胁』的人，他们认为『红色威胁』是当代政治生活的主要现实，他们给我们贴这个标签，并且根据双重否定的理則暗示，我们对苏联怀有某种秘而不宣的好感，但这在大多数情况下都是极其错误的。」克裡斯汀·戈德西（Kristen Ghodsee）及斯科特·塞洪（Scott Sehon）更簡單地解釋道：「人類學家克利福德·格爾茨寫道，你可以『反對反共產主義』而不擁護共產主義。」

## 分析
一些學者和記者認為，反共產主義敘事誇大了在共產主義統治下國家所實施的政治鎮壓和審查程度，或者將其與他們所認為的資本主義國家所犯下的暴行相提並論，特別是在冷戰期間。其中包括馬克·阿隆斯、文森特·貝文斯、諾姆·喬姆斯基、喬迪·迪恩、克裡斯汀·戈德西、蘇馬斯·米爾恩和邁克爾·帕倫蒂。 專家阿爾伯特·西曼斯基（Albert Szymanski）將約瑟夫·斯大林死後 蘇聯對於反對共產主義的持不同政見者的待遇與麥卡錫主義盛行時期美國對於持不同政見者的待遇進行了比較，聲稱“總體而言，1955年至1980年期間蘇聯的鎮壓水準似乎與麥卡錫主義盛行時期（1947-1956）的美國大致相同。
1964年，擁護社會主義的歷史學家西奧多·德雷珀（Theodore Draper）使用“反反共產主義”一詞來指稱菲德爾·卡斯特羅在1959年鞏固權力後所奉行的意識型態，這早於1960年的古巴-蘇聯經濟協定。
約翰·厄爾·海恩斯（John Earl Haynes）深入研究了《維諾納解密檔案》，他認為約瑟夫·麥卡錫試圖“使反共產主義成為黨派武器”，實際上“威脅到（戰後）反共產主義共識”，從而最終損害了反共產主義所作出的努力，而不是幫助他們。哈里·杜魯門正總統稱約瑟夫·麥卡錫是“克里姆林宮所擁有的最大資產”。爱德华·希尔斯和丹尼尔·帕特里克·莫伊尼汉等自由派反共產主義者蔑視麥卡錫主義。社會學家愛德華·希爾斯抨擊了冷戰期間過度的保密政策，導致了麥卡錫主義的誤導，這在舉行於1994至1997年的莫伊尼漢委員會會議期間得到了解決。正如莫伊尼漢所説：「對麥卡錫所作出的反應表現為一種時髦的反反共產主義，認為任何關於共產主義對西方價值觀和安全所構成的真正威脅的討論都是不禮貌的。」在被解密的《維諾納檔案》揭露了蘇聯間諜網路之後，莫伊尼漢表示他想知道：「不那麼保密會阻止自由派對麥卡錫主義和麥卡錫主義對自身所作出的過度反應嗎？」1998年，傑弗里·惠特克羅夫特（Geoffrey Wheatcroft）抨擊了反反共產主義的某些方面。他聲稱：「真正的反反共產主義的一個標誌是迴避使用某些話術。」這些話術包活對歷史上的蘇聯間諜活動的淡化。
語言學家諾姆·喬姆斯基在抨擊《共產主義黑皮書》時指出了其使用雙重標準。他提到經濟學家阿馬蒂亞·森在講解饑餓問題時指出，雖然印度所實行的民主制度防止了饑荒，但是其死亡率高於共產中國，這可能是由於後者在醫療和其他資源方面分配更為平等，儘管如此，後者在非饑荒年份，每年仍有近400萬人死去。喬姆斯基表示他認為，如果將《共產主義黑皮書》所使用的相同方法應用於印度，那麼“民主資本主義'實驗'所造成的死亡人數比在整個印度歷史上死去的人口數量還要多。..自1917年以來，共產主義無處不在：到1979年，死亡人數超過1億人，而僅在印度，自1979年以來就有數千萬人死亡」。2017年4月在伯爾尼大學所舉行的一場題為「20世紀的反共產主義迫害」的會議上，美國歷史學家羅納德·格里戈爾·蘇尼（Ronald Grigor Suny）建議專家小組撰寫《反共產主義黑皮書》，引用了備受爭議的《共產主義黑皮書》。
政治哲學家喬迪·迪恩在她2012年出版的著作《共產主義地平線》中指出，在蘇聯解體近二十年後，包括保守派、自由派及社會民主主義者在內的政治光譜各方在如何看待共產主義和資本主義方面上都存在著雙重標準。迪恩表示他認為資本主義最嚴重的過度行為往往被最小化，而共產主義往往只被與蘇聯等同起來，東歐、拉丁美洲、非洲和亞洲的實驗往往被忽視，重點放在史達林時代及其時代。包括古拉格集中營、清洗、乾旱和飢荒在內的暴力行為，幾乎沒有考慮到蘇聯經濟的工業化和現代化、蘇聯科技發展的成功（例如蘇聯太空計劃）或農業社會計劃所導生活水平的暫時提高，因此，蘇聯的解體被視為共產主義行不通的證據，讓所有左派人士對新自由資本主義過度行為的抨擊都被壓制，理由是其他選擇將不可避免地導致經濟低效率和暴力威權主義。 
其他專家及作家如克里斯汀·戈德西（Kristen Ghodsee）及蘇馬斯·米爾恩（Seumas Milne）斷言，在後冷戰時期，任何包含共產主義國家成就的敘述常常被忽視，而那些專門關注約瑟夫·史達林及其他共產主義政黨領導人所犯下的罪行的敘述則被放大。兩人都聲稱人們這樣做的部分原因是為了壓制對全球資本主義的抨擊。政治學家邁克爾·帕倫蒂認為，儘管共產主義政權有缺陷，不過在「緩和西方資本主義和帝國主義最壞的衝動」這一方面上發揮了作用，並且指期屬於左派的反共產主義者特別沒有認識到，在後冷戰時期，西方商業利益“不再受到競爭體系的限制”，並且現在“正在使西方勞動人民多年來所贏得的許多成果倒退”。帕蘭蒂補充説：“他們中的一些人仍然不明白。”文森貝文斯表示他認為，冷戰期間美國所支持的反共產主義大規模屠殺對塑造當代世界所造成的影響遠大於共產主義大規模屠殺所造成的影響。
喬納森·柴特 (Jonathan Chait)於2014年在對斯蒂芬·科恩的批評中使用了該術語的完全連字符形式，他聲稱科恩是“一位老派的左派人士，他將數十年來反反共產主義的心理習慣無縫地延續到了關於反反普丁主義的新的職業生涯中”。他所指的是RT評論員使用那又怎麼説論或柴特所説的“暗示防禦”作為修辭策略。

## 批評

### 對反共產自由主義的抨擊
著名經濟學家路德維希·馮·米塞斯在其作品《反资本主义的心态》中聲稱反共產自由主義實際上是反反共產主義：「今天，存在着一种装模作样的反共產主義阵线。这些人自称『反共產自由主义者』，头脑清醒的人则称他们为『反反共產主义者』。他们所追求的是没有共产主义那些内在固有的、必不可免的特征的共产主义，这种理想，依然是美国人所不能原谅的。」米塞斯亦指責反共產自由主義者實際上想要實現共產主義：「这些自封的『反共產自由主义者』所反对的，根本不是共产主义，而是他们自己没有掌权的社会制度。他们所追求的是他们自己或他们最亲密的朋友将掌权的那种社会主义也即共产主义制度。他们欲火焚身：他们忍受着清洗他人的欲望的煎熬，这种说法或许并不为过。他们不想遭到清洗。『反甚么』的运动所表现的是一种单纯的消极态度。它是不可能成功的。他们激烈的谴责言辞实际上反而是在传播他们所批判的纲领。人们必须为他们所欲获得的某些事情奋斗，而不仅仅是反对罪恶，即使这确实是很坏的罪恶。他们必须毫无保留地支持市场经济的纲领。」